# Welcome to the Cruel World
Welcome To The Cruel World – drugi studyjny album długogrający amerykańskiego muzyka Bena Harpera wydany w 1994 roku.

## Lista utworów
1. The Three Of Us - 2:35
2. Whipping Boy - 5:31
3. Breakin' Down - 4:00
4. Don't Take That Attitude To Your Grave - 4:25
5. Waiting On An Angel - 3:53
6. Mama's Got A Girlfriend Now - 2:29
7. Forever - 3:23
8. Like A King - 4:18
9. Pleasure And Pain - 3:44
10. Walk Away - 3:49
11. How Many Miles Must We March - 3:07
12. Welcome To The Cruel World - 5:36
13. I'll Rise - 3:35